# Majna-Spessart
Okrug Majna-Spessart (njem. Landkreis Main-Spessart, MSP) je okrug na sjeverozapadu njemačke države Bavarske. Okrug pripada Donjoj Frankoniji.
Površina okruga je 1321,41 km ². Rujna 2006. imao je 130.862 stanovnika. Ima 40 naselja, od kojih je sjedište uprave u mjestu Karlstadt.
Današnji okrug je formiran 1972. U ovom okrugu se rijeka Franačka Saale ulijeva u rijeku Majna. Tu su i planine Spessart.

## Vanjske poveznice
http://www.mainspessart.de/